# Zumpahuacán
Zumpahuacán é uma cidade do estado do México, no México.